# アルバニア議会
アルバニア議会（アルバニアぎかい、アルバニア語: Kuvendi i Shqipërisë）は、アルバニアの立法府である。
一院制で、定数は140。選挙方式は非拘束名簿式比例代表制である。